# Wes Studi
Wesley "Wes" Studi (Cherokee ᏪᏌ ᏍᏚᏗ, 17 de diciembre de 1947) es un actor estadounidense.
Gracias a su marcado físico amerindio, ha ganado notabilidad por sus excelentes personificaciones de nativos estadounidenses en el cine y es recordado por sus notables actuaciones en filmes épicos como El último mohicano y Bailando con lobos.
Studi ha recibido premios de la Academia de películas ganadoras, junto a Kevin Costner y Michael Mann. Recientemente ha interpretado como General a "Linus Abner" (un análogo del bíblico Abner) en la serie de televisión Kings. Apareció en 2006 en una escena de 'pulp fiction' en Seraphim Falls junto a Liam Neeson y Pierce Brosnan.
Studi fue educado en la Escuela Agrícola India Chilocco, en el norte de Oklahoma. Antes de asistir a la escuela primaria, sólo hablaba cheroqui.
En 1967 fue enrolado en el ejército y sirvió 18 meses en la Guerra de Vietnam. Después de su baja con honra, Studi estudió en Tulsa Junior College.

## Filmografía

### Películas
| Year | Title                                 | Role                     | Notes                   |
| ---- | ------------------------------------- | ------------------------ | ----------------------- |
| 1989 | Powwow Highway                        | Buff                     |                         |
| 1990 | Dances with Wolves                    | Toughest Pawnee          |                         |
| 1991 | The Doors                             | Indian In Desert         |                         |
| 1992 | El último mohicano                    | Magua                    |                         |
| 1993 | Geronimo: An American Legend          | Geronimo                 |                         |
| 1994 | Street Fighter                        | Victor "Iron Fist" Sagat |                         |
| 1995 | Lone Justice 2                        | One Horse                |                         |
| 1995 | Heat                                  | Detective Sammy Casals   |                         |
| 1996 | The Killing Jar                       | Cameron                  |                         |
| 1998 | Deep Rising                           | Hanover                  |                         |
| 1998 | The Horse Whisperer                   | Parks Guard              |                         |
| 1998 | Soundman                              | Terry Leonard            |                         |
| 1999 | Mystery Men                           | The Sphinx               |                         |
| 2000 | Wind River                            | Pocatello                |                         |
| 2001 | Ice Planet                            | Commander Trager         |                         |
| 2001 | Christmas in the Clouds               | Bingo Caller             |                         |
| 2001 | Road to Redemption                    | Frank Lightfoot          |                         |
| 2002 | Undisputed                            | Mingo Pace               |                         |
| 2003 | The Ugly One                          | Father Mike              |                         |
| 2004 | Echoes from Juniper Canyon            | Grandpa                  | Voice                   |
| 2005 | Animal                                | Creeper                  | Voice                   |
| 2005 | Miracle at Sage Creek                 | Chief Thomas             |                         |
| 2005 | The Making of 'Miracle at Sage Creek' | Himself / Chief Thomas   |                         |
| 2005 | The New World                         | Opechancanough           |                         |
| 2006 | Three Priests                         | Ben                      |                         |
| 2006 | Making 'The New World'                | Himself / Opechancanough | Video documentary       |
| 2006 | The Trail of Tears: Cherokee Legacy   | Himself / Presenter      |                         |
| 2007 | Seraphim Falls                        | Charon                   |                         |
| 2008 | Older than America                    | Richard Two Rivers       |                         |
| 2009 | Avatar                                | Eytukan                  |                         |
| 2009 | The Only Good Indian                  | Sam Franklin             | Also executive producer |
| 2010 | Making 'The Last of the Mohicans'     | Himself                  | Video documentary       |
| 2012 | Being Flynn                           | Captain                  |                         |
| 2012 | Call of the Wild                      | Hatcher                  |                         |
| 2013 | Sugar                                 | Bishop                   |                         |
| 2013 | Road to Paloma                        | Numay                    |                         |
|      | Destination Planet Negro              | Chief Bobby              |                         |
| 2014 | A Million Ways to Die in the West     | Cochise                  |                         |
| 2014 | Planes: Fire & Rescue                 | Windlifter               | Voice                   |
| 2015 | The Condemned 2                       | Cyrus Merrick            |                         |
| 2017 | Hostiles                              | Chief Yellow Hawk        |                         |
| 2019 | Badland                               | Harlen Red               |                         |
| 2019 | A Dog's Way Home                      | Captain Mica             |                         |
| 2020 | Soul                                  | Counselor Jerry C.       | Voice                   |
| 2022 | A Love Song                           | Lito                     |                         |

### Televisión
| Year      | Title                                                            | Role                           | Notes                                   |
| --------- | ---------------------------------------------------------------- | ------------------------------ | --------------------------------------- |
| 1988      | Longarm                                                          | The Ute                        | Television film                         |
| 1988      | The Trial of Standing Bear                                       | Long Runner                    | Television film                         |
| 1990      | The Flash                                                        | Roller                         | Episode: "Sins of the Father"           |
| 1992      | Highlander                                                       | Sheriff Benson                 | Episode: "Mountain Men"                 |
| 1993      | Ned Blessing: The Story of My Life and Times                     | One Horse                      | 4 episodes                              |
| 1993      | The Broken Chain                                                 | Seth                           | Television film                         |
| 1994      | The 51st Annual Golden Globe Awards                              | Himself / Presenter            | Television special                      |
| 1995      | 500 Nations                                                      | (voice)                        | 3 episodes                              |
| 1995      | Streets of Laredo                                                | Famous Shoes                   | 3 episodes                              |
| 1995      | The Way West                                                     | Voice                          | Television documentary                  |
| 1996      | Crazy Horse                                                      | Red Cloud                      | Television film                         |
| 1997      | Adventures from the Book of Virtues                              | Scarface (voice)               | Episode: "Perseverance"                 |
| 1997      | Promised Land                                                    | Jesse Rainbird                 | Episode: "Outrage"                      |
| 1997      | Big Guns Talk: The Story of the Western                          | Himself                        | Television documentary                  |
| 2001      | The Directors                                                    | Himself                        | Episode: "The Films of Michael Mann"    |
| 2002      | UC: Undercover                                                   | Armando Uribe                  | Episode: "Hunting Armando"              |
| 2002      | Skinwalkers                                                      | Lieutenant Joe Leaphorn        | Television film                         |
| 2003      | The Lone Ranger                                                  | Kulakinah                      | Television film                         |
| 2003      | A Thief of Time                                                  | Lieutenant Joe Leaphorn        | Television film                         |
| 2003      | Coyote Waits                                                     | Lieutenant Joe Leaphorn        | Television film                         |
| 2003      | Edge of America                                                  | Cuch                           | Television film                         |
| 2005      | Into the West                                                    | Black Kettle                   | Episode: "Hell on Wheels"               |
| 2007      | Bury My Heart at Wounded Knee                                    | Wovoka                         | Television film                         |
| 2008      | Comanche Moon                                                    | Buffalo Hump                   | 3 episodes                              |
| 2009      | We Shall Remain                                                  | Major Ridge / Warrior in Canoe | 2 episodes                              |
| 2009      | Kings                                                            | General Linus Abner            | 6 episodes                              |
| 2009      | Saving Grace                                                     | Bobby's Dad                    | Episode: "That Was No First Kiss"       |
| 2010      | The Mentalist                                                    | Joseph Silverwing              | Episode: "Aingavite Baa"                |
| 2011      | Images of Indians: How Hollywood Stereotyped the Native American | Himself / Toughest Pawnee      | Television documentary                  |
| 2011–2012 | Hell on Wheels                                                   | Chief Many Horses              | 3 episodes                              |
| 2012      | In Plain Sight                                                   | Chief Pierce                   | Episode: "Reservations, I've Got a Few" |
| 2013      | Battledogs                                                       | Captain Falcons                | Television film                         |
| 2014      | Killer Women                                                     | White Deer                     | Episode: "Demons"                       |
| 2015      | The Red Road                                                     | Chief Levi Gall                | 5 episodes                              |
| 2015      | SuperMansion                                                     | Hawk Feathers (voice)          | Episode: "Puss in Books"                |
| 2016      | Penny Dreadful                                                   | Kaetenay                       | 9 episodes                              |
| 2020      | Woke                                                             | Spoon (voice)                  | Episode: "Rhymes with Broke"            |
| 2021      | Grey's Anatomy                                                   | William Lawrence               | Episode: "Tradition"                    |
| 2021      | Miracle Workers                                                  | Chief Sleeping Bear            | Episode: "Oregon Trail: White Savior"   |
| 2021-2022 | Reservation Dogs                                                 | Bucky                          | 3 episodes                              |